# 谭家河水库
谭家河水库是中国湖北省十堰市竹山县境内的一座水库，位于堵河支流谭家河上，建于1971年。水库正常库容为940万立方米，集雨面积为104平方千米，海拔为136.5米。